# Pteromalus rectispinus
Pteromalus rectispinus är en stekelart som beskrevs av Statz 1938. Pteromalus rectispinus ingår i släktet Pteromalus och familjen puppglanssteklar.
Artens utbredningsområde är Tyskland. Inga underarter finns listade i Catalogue of Life.